# Haiti na Letnich Igrzyskach Paraolimpijskich 2012
Haiti na Letnich Igrzyskach Paraolimpijskich 2012 w Londynie reprezentowało 3 zawodników w 2 konkurencjach. 
Dla reprezentacji Haiti był to drugi start w igrzyskach paraolimpijskich (poprzednio w 2008). Dotychczas żaden zawodnik nie zdobył paraolimpijskiego medalu.

## Kadra

### Kolarstwo
Mężczyźni
| Zawodnik    | Konkurencja                   | Czas     | Poz. |
| ----------- | ----------------------------- | -------- | ---- |
| Gaysli Leon | Wyścig ze startu wspólnego H3 | LAP      | LAP  |
| Gaysli Leon | Jazda na czas H3              | 45:03.66 | 10   |

### Lekkoatletyka
Mężczyźni
| Zawodnik      | Konkurencja           | Wynik | Pkt. | Poz. |
| ------------- | --------------------- | ----- | ---- | ---- |
| Josue Cajuste | Pchnięcie kulą F42/44 | 7.63  | 238  | 11.  |
| Josue Cajuste | Rzut oszczepem F42    | 31.38 | —    | 11.  |

Kobiety
| Zawodnik             | Konkurencja           | Wynik | Pkt. | Poz. |
| -------------------- | --------------------- | ----- | ---- | ---- |
| Nephtalie Jean Louis | Pchnięcie kulą F57/58 | 4.75  | 228  | 16.  |
| Nephtalie Jean Louis | Rzut oszczepem F57/58 | 10.69 | 207  | 17.  |